# SN 2005ef
SN 2005ef – supernowa typu Ia odkryta 9 września 2005 roku w galaktyce A005822+0040. W momencie odkrycia miała maksymalną jasność 19,60m.